# Puhovo (Lučani)
Pour les articles homonymes, voir Puhovo.
Puhovo (en serbe cyrillique : Пухово) est un village de Serbie situé dans la municipalité de Lučani, district de Moravica. Au recensement de 2011, il comptait 610 habitants.

## Démographie
| 1948 | 1953 | 1961 | 1971 | 1981 | 1991 | 2002 | 2011 |
| ---- | ---- | ---- | ---- | ---- | ---- | ---- | ---- |
| 633  | 649  | 654  | 728  | 796  | 729  | 676  | 610  |

|  |